# 温德比
温德比（德語：Windeby）是德国石勒苏益格－荷尔斯泰因州的一个市镇。总面积14.77平方公里，总人口1068人，其中男性525人，女性543人（2011年12月31日），人口密度72人/平方公里。